# Oččuguj Botuobuja
Oččuguj Botuobuja (tzn. Malá Botuobuja) (rusky Оччугуй-Ботуобуя nebo Малая Ботуобуя, jakutsky Оччугуй Ботуобуйа) je řeka v Jakutské republice v Rusku. Je 342 km dlouhá. Povodí má rozlohu 11 100 km².

## Průběh toku
Pramení na Viljujsko-lenském rozvodí. Teče v široké dolině. Ústí zprava do Viljuje.

## Vodní režim
Zdrojem vody jsou sněhové a dešťové srážky. Průměrný roční průtok vody činí přibližně 40 m³/s. Zamrzá v říjnu, promrzá do dna od prosince do dubna a rozmrzá v květnu.

## Využití
Využívá se k zásobování vodou pro průmysl. V povodí řeky jsou naleziště diamantů. Při ústí Ireljachu leží vesnice Almaznyj.